# Tom Boswell
Tommy G. Boswell (Montgomery, Alabama, 2 de octubre de 1953) es un exjugador de baloncesto estadounidense que jugó 6 temporadas en la NBA y una más en la liga italiana. Con 2,03 metros de altura, lo hacía en la posición de ala-pívot.

## Trayectoria deportiva

### Universidad
Tras jugar dos temporadas en la Universidad de South Carolina State, y pasar un año en blanco por la normativa de la NCAA, jugó durante una temporada con los Gamecocks de la Universidad de Carolina del Sur, en la que promedió 16,5 puntos y 8,7 rebotes por partido.

### Selección nacional
Fue convocado con la selección de baloncesto de Estados Unidos que compitió en el Campeonato Mundial de Baloncesto de Puerto Rico 1974, en los que ganaron la medalla de bronce. Jugó nueve partidos, en los que promedió 10,8 puntos.

### Profesional
Fue elegido en la decimoséptima posición del Draft de la NBA de 1975 por Boston Celtics, donde en su primera temporada, a pesar de ser uno de los jugadores menos utilizados en el equipo, logró ganar el anillo de campeón de la NBA, colaborando con 2,7 puntos y 2,0 rebotes en los 35 partidos en los que saltó a pista.
Jugó dos temporada más en los Celtics, donde fue ganando un poco más de protagonismo como suplente de Sidney Wicks. Al término de la temporada 1977-78 se convirtió en agente libre, fichando por Denver Nuggets, recibiendo los Celtics como compensación una tercera ronda del draft del 79. En su primer año en los Nuggets logró por fin minutos de juego, que se tradujeron en unas estadísticas de 10,6 puntos y 6,8 rebotes por partido, las mejores de su carrera hasta ese momento.
Mediada la temporada siguiente fue enviado a Utah Jazz, y al término de la misma decidió ir a jugar a la liga italiana, fichando por el Squibb Cantu', donde en su única temporada promedió 15,1 puntos y 9,1 rebotes por encuentro, ayudando a conseguir en el mismo año la Liga y la Recopa de Europa.
Tras tres temporadas alejado de las pistas, volvió en 1983 a los Jazz, retirándose al término de la temporada.

## Estadísticas de su carrera en la NBA

### Temporada regular
| Temporada | Edad | Equipo         | Liga | P   | TIT | MIN  | TC  | TCA | %TC  | 3P  | 3PA | %3P   | TL  | TLA | %TL  | R.OF. | R.DEF. | REB | ASIS | ROB | TAP | PER | FP  | PTS  |
| 1975-76   | 22   | Boston Celtics | NBA  | 35  |     | 7.9  | 1.2 | 2.7 | .441 |     |     |       | 0.4 | 0.7 | .583 | 0.7   | 1.3    | 2.0 | 0.5  | 0.1 | 0.0 |     | 2.0 | 2.7  |
| 1976-77   | 23   | Boston Celtics | NBA  | 70  |     | 15.5 | 2.5 | 4.9 | .515 |     |     |       | 1.4 | 1.9 | .711 | 1.6   | 2.8    | 4.4 | 1.2  | 0.4 | 0.1 |     | 3.4 | 6.4  |
| 1977-78   | 24   | Boston Celtics | NBA  | 65  |     | 17.7 | 2.8 | 5.5 | .518 |     |     |       | 1.4 | 1.9 | .756 | 1.8   | 2.6    | 4.4 | 1.1  | 0.4 | 0.2 | 1.5 | 3.1 | 7.1  |
| 1978-79   | 25   | Denver Nuggets | NBA  | 79  |     | 27.9 | 4.1 | 7.6 | .532 |     |     |       | 2.5 | 3.6 | .697 | 3.1   | 3.7    | 6.8 | 3.1  | 0.6 | 0.6 | 2.3 | 3.3 | 10.6 |
| 1979-80   | 26   | TOTAL          | NBA  | 79  |     | 26.3 | 4.4 | 7.8 | .564 | 0.1 | 0.1 | .500  | 2.6 | 3.5 | .755 | 1.8   | 3.7    | 5.6 | 2.0  | 0.4 | 0.5 | 2.3 | 3.4 | 11.4 |
| 1979-80   | 26   | Denver Nuggets | NBA  | 18  |     | 29.0 | 4.0 | 7.5 | .533 | 0.1 | 0.1 | .500  | 3.2 | 3.9 | .829 | 2.2   | 4.1    | 6.3 | 2.6  | 0.3 | 0.4 | 2.2 | 3.1 | 11.3 |
| 1979-80   | 26   | Utah Jazz      | NBA  | 61  |     | 25.5 | 4.5 | 7.8 | .573 | 0.1 | 0.1 | .500  | 2.4 | 3.3 | .729 | 1.7   | 3.6    | 5.4 | 1.9  | 0.4 | 0.5 | 2.3 | 3.5 | 11.5 |
| 1983-84   | 30   | Utah Jazz      | NBA  | 38  | 0   | 6.9  | 0.7 | 1.4 | .538 | 0.0 | 0.0 | 1.000 | 0.4 | 0.6 | .762 | 0.7   | 0.9    | 1.7 | 0.4  | 0.2 | 0.0 | 0.3 | 1.5 | 1.9  |
| Total     |      |                | NBA  | 366 | 0   | 19.3 | 3.0 | 5.6 | .533 | 0.1 | 0.1 | .545  | 1.7 | 2.3 | .724 | 1.8   | 2.8    | 4.7 | 1.6  | 0.4 | 0.3 | 1.8 | 3.0 | 7.7  |

### Playoffs
| Temporada | Edad | Equipo         | Liga | P  | MIN | TCA | TC | 3PA | 3P | TLA | TL | R.OF. | REB | ASIS | ROB | TAP | PER | FP | PTS | %TC  | %3P | %FT  | MIN  | PTS  | REB | AST |
| 1975-76   | 22   | Boston Celtics | NBA  | 3  | 3   | 1   | 2  |     |    | 0   | 0  | 0     | 1   | 0    | 0   | 0   |     | 2  | 2   | .500 |     |      | 1.0  | 0.7  | 0.3 | 0.0 |
| 1976-77   | 23   | Boston Celtics | NBA  | 9  | 81  | 8   | 18 |     |    | 4   | 6  | 10    | 20  | 7    | 1   | 0   |     | 18 | 20  | .444 |     | .667 | 9.0  | 2.2  | 2.2 | 0.8 |
| 1978-79   | 25   | Denver Nuggets | NBA  | 3  | 120 | 21  | 35 |     |    | 10  | 13 | 14    | 27  | 16   | 3   | 5   | 6   | 10 | 52  | .600 |     | .769 | 40.0 | 17.3 | 9.0 | 5.3 |
| 1983-84   | 30   | Utah Jazz      | NBA  | 5  | 55  | 3   | 4  | 0   | 0  | 2   | 5  | 2     | 6   | 2    | 0   | 1   | 4   | 12 | 8   | .750 |     | .400 | 11.0 | 1.6  | 1.2 | 0.4 |
| Total     |      |                | NBA  | 20 | 259 | 33  | 59 | 0   | 0  | 16  | 24 | 26    | 54  | 25   | 4   | 6   | 10  | 42 | 82  | .559 |     | .667 | 13.0 | 4.1  | 2.7 | 1.3 |